# Station Woensel
Station Woensel is een voormalige stopplaats in de Nederlandse plaats Woensel (tegenwoordig een deel van de gemeente Eindhoven) aan Staatslijn E, de spoorlijn van Breda naar Eindhoven.
Het was in gebruik van 1918 tot 1933.